# Кромнув (Мазовецьке воєводство)
Кромнув (пол. Kromnów) — село в Польщі, у гміні Брохув Сохачевського повіту Мазовецького воєводства.
Населення — 245 осіб (2011).
У 1975-1998 роках село належало до Варшавського воєводства.

## Демографія
Демографічна структура станом на 31 березня 2011 року:
|          | Загалом | Допрацездатний вік | Працездатний вік | Постпрацездатний вік |
| -------- | ------- | ------------------ | ---------------- | -------------------- |
| Чоловіки | 126     | 31                 | 83               | 12                   |
| Жінки    | 119     | 27                 | 70               | 22                   |
| Разом    | 245     | 58                 | 153              | 34                   |